# Yuri Linnik
Pour les articles homonymes, voir Linnik.
Youri Vladimirovitch Linnik (russe : Ю́рий Влади́мирович Ли́нник ; 8 janvier 1915 - 30 juin 1972) est un mathématicien soviétique actif dans la théorie des nombres et des probabilités et des statistiques mathématiques.
Youri Linnik est né à Bila Tserkva, en Ukraine. Il rédige sa thèse à l'université d'État de Léningrad sous la direction de Vladimir Tartakovski (ru), et travaille ensuite dans cette université et à l'Institut Steklov. Il est membre de l'Académie des sciences de Russie, tout comme son père, Vladimir Pavlovitch Linnik (ru). Il reçoit les prix d'État et Lénine. Il est mort à Leningrad.

## Travaux en théorie des nombres
On lui doit notamment les contributions suivantes :
- le théorème de Linnik en théorie analytique des nombres ;
- la méthode de dispersion (qui lui permet de résoudre le problème de Titchmarsh) ;
- la méthode du grand crible (en) (qui a eu une influence considérable) ;
- une preuve élémentaire du théorème de Hilbert-Waring ;
- la méthode ergodique de Linnik, voir (Linnik 1968), qui lui permet d'étudier les propriétés de distribution des représentations d'entiers par des formes quadratiques entières ternaires.

## Travail en théorie des probabilités et statistique
Linnik obtient de nombreux résultats concernant les distributions infiniment divisibles. En particulier, il prouve la généralisation suivante du théorème de Cramér : tout diviseur d'une convolution de variables aléatoires de Gauss et de Poisson est aussi une convolution de Gauss et de Poisson.
Il est également coauteur du livre Linnik & Ostrovskii (1977) sur l'arithmétique des distributions infiniment divisibles.